# 太平洋擬鱸
太平洋擬鱸，又稱太平洋虎鱚，俗名海狗甘仔、舉目魚、沙鱸，為輻鰭魚綱鱸形目鱷鱚亞目虎鱚科的其中一種。

## 分布
本魚分布於西太平洋區，包括日本南部、菲律賓、印尼等海域。

## 深度
水深2至22公尺。

## 特徵
本魚體近圓柱形，腭骨無齒，下頷外列齒8枚，背鰭中央一鰭最長且最後一棘之末端與第一軟條鰭膜相連，頰部有2至3縱列褐色點，體側下方有5至7個暗色眼狀斑，背鰭硬棘5枚；背鰭軟條21至22枚；臀鰭硬棘1枚；臀鰭軟條17至18枚，尾鰭圓形，體長可達29公分。

## 生態
本魚棲息在岩岸較淺水域之岩礁或珊瑚礁海域，屬肉食性，以小型浮游動物為食。

## 經濟利用
可食用，適合油炸，但多以下雜魚處理。